# Gare de Neuilly-sur-Marne
Pour les articles homonymes, voir Gare de Neuilly (homonymie).
La gare de Neuilly-sur-Marne est une gare ferroviaire française de la ligne de Bobigny à Sucy - Bonneuil (dite aussi ligne de la grande ceinture complémentaire de Paris). Elle est située place de la Gare, à proximité de la zone industrielle des Chanoux, à Neuilly-sur-Marne dans le département de la Seine-Saint-Denis en région Île-de-France.
Elle est mise en service vers 1930 par la Compagnie des chemins de fer du Nord et fermée au service des voyageurs en 1939.
C'est une gare uniquement marchandises de la Société nationale des chemins de fer français (SNCF).

## Situation ferroviaire
Établie à 47 mètres d'altitude, la gare de Neuilly-sur-Marne est située au point kilométrique (PK) 10,517 de la ligne de Bobigny à Sucy - Bonneuil, entre les gares de Villemomble-Escale et de Bry-sur-Marne (fermée).

## Histoire

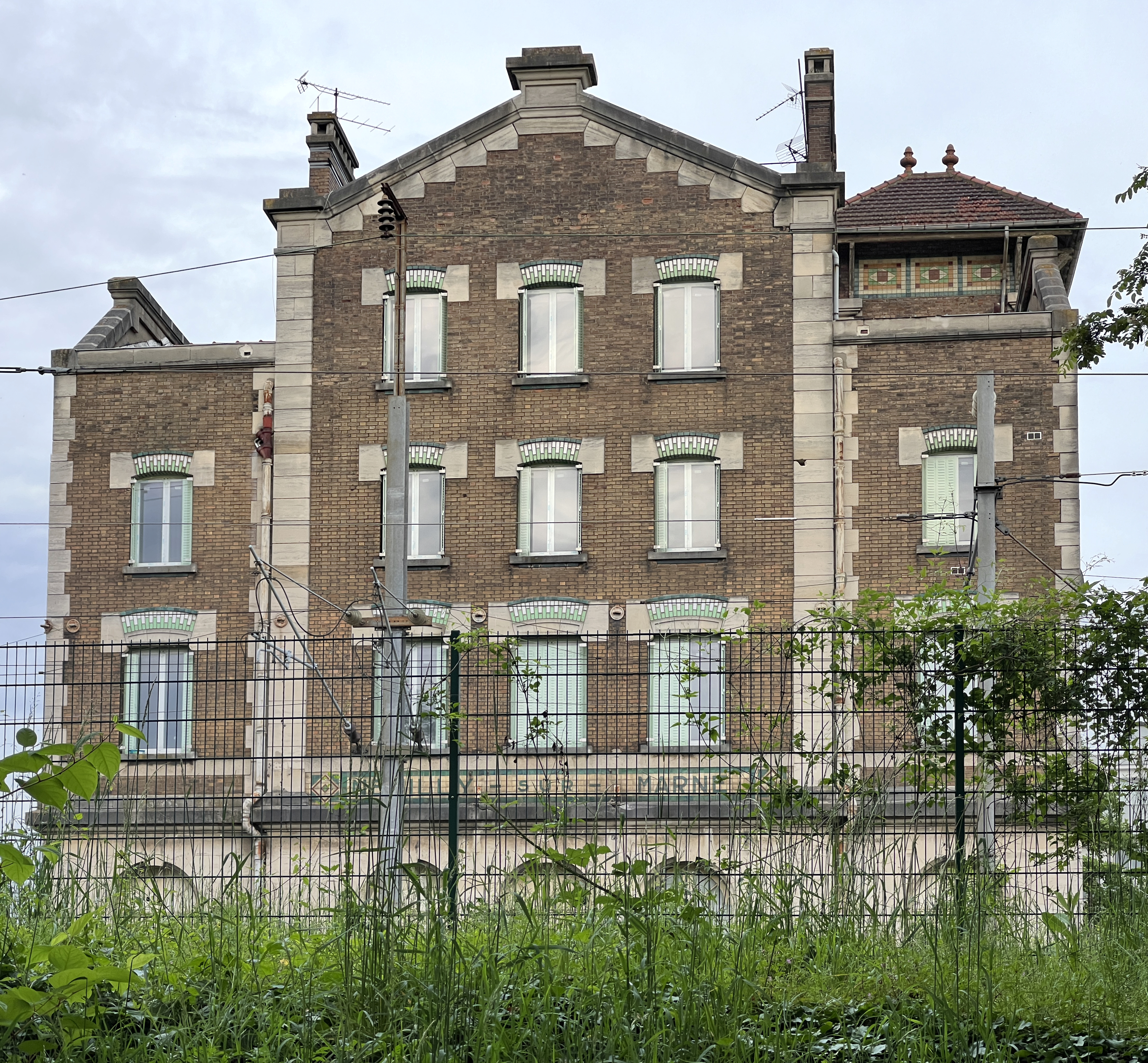
Vue ouest de la gare.

La gare de Neuilly-sur-Marne se situe sur la ligne de Bobigny à Sucy - Bonneuil dite de « Grande ceinture complémentaire », qui ouvre au trafic des marchandises le 7 septembre 1928 et au service des voyageurs le 1er mars 1932. Seuls circulent deux trains quotidiens dans chaque sens entre Noisy-le-Sec et Juvisy via Argenteuil et Versailles. Mais les nouvelles gares de la Ligne complémentaire se révèlent vite disproportionnées vu leur faible fréquentation. Le trafic des voyageurs cesse le 15 mai 1939.
La gare dispose d'un important bâtiment avec un rez-de-chaussée en pierres de taille établi contre le remblai de la ligne, et quatre étages avec des couronnements constitués d'une tourelle et d'un pignon en façade.
Depuis sa fermeture aux voyageurs en 1939, la gare ne reçoit plus que le trafic des marchandises, qui se poursuit ponctuellement.

## Patrimoine ferroviaire
Le monumental bâtiment principal d'origine est toujours en place en 2004,.

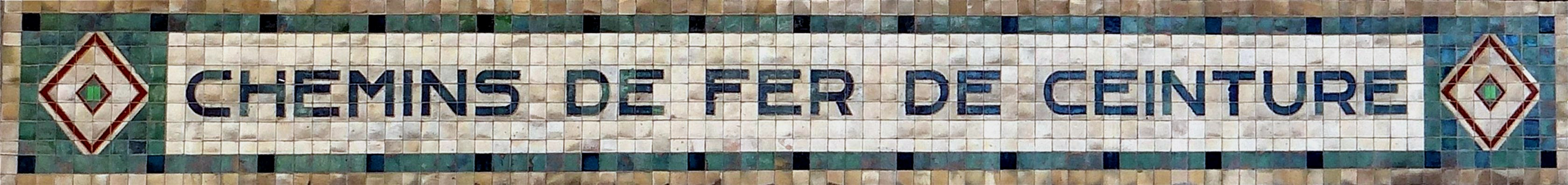
Inscription au-dessus de l'entrée.